# Darlingtonia californica
Darlingtonia californica, ook bekend als cobralelie, is een vleesetende bekerplant uit de familie Sarraceniaceae en de enige vertegenwoordiger van het geslacht Darlingtonia. De planten kunnen een hoogte van 90 cm bereiken. De plant vangt voornamelijk kleine insecten.
De soort is endemisch in het noordwesten van de Verenigde Staten, waar deze voorkomt in de staten Californië en Oregon. De plant komt voor in bergachtige gebieden tot een hoogte van ongeveer 2800 m. Ze groeit op een koele, schaduwrijke plek in veenmosvelden en langs beekjes en stroompjes. De planten groeien op een voedselarme bodem en vangen insecten als extra voedingsstoffen. 

## Val
De beker is om de lengteas gedraaid en heeft een karakteristieke 'slangentong'. Onder de tong bevinden zich de nectarklieren, waarmee de plant prooien (insecten) lokt. Insecten die in de plant belanden, kunnen moeilijk terug omhoog komen doordat de plant langs de binnenkant haartjes heeft die naar beneden gericht zijn.